# Leviatan (mythisch wezen)

Behemoth en Leviathan, gravure van William Blake

De Leviatan (Hebreeuws: לִוְיָתָן, liwjatan, "de kronkelende") is een zeemonster, stammend uit de oertijd, dat wordt genoemd in de Hebreeuwse Bijbel. De Leviatan was reeds bekend in de Fenicische mythologie van het oude Kanaän onder de benaming Lotan of Lothan (afgeleid van lawtan), een slang.
Leviatan zou de koning der vissen zijn, zoals Ziz de koning der vogels is en Behemoth de koning der zoogdieren.

## Mythologie
In de Fenicische mythologie wordt de Leviatan voorgesteld als een grote, kronkelende zeeslang. Bij de voorstelling van dit monster werd zowel de Kanaänitische Lotan gebruikt, een zevenkoppig monster dat door Anat werd vernietigd, als Tiamat, de slang uit de Mesopotamische mythologie.

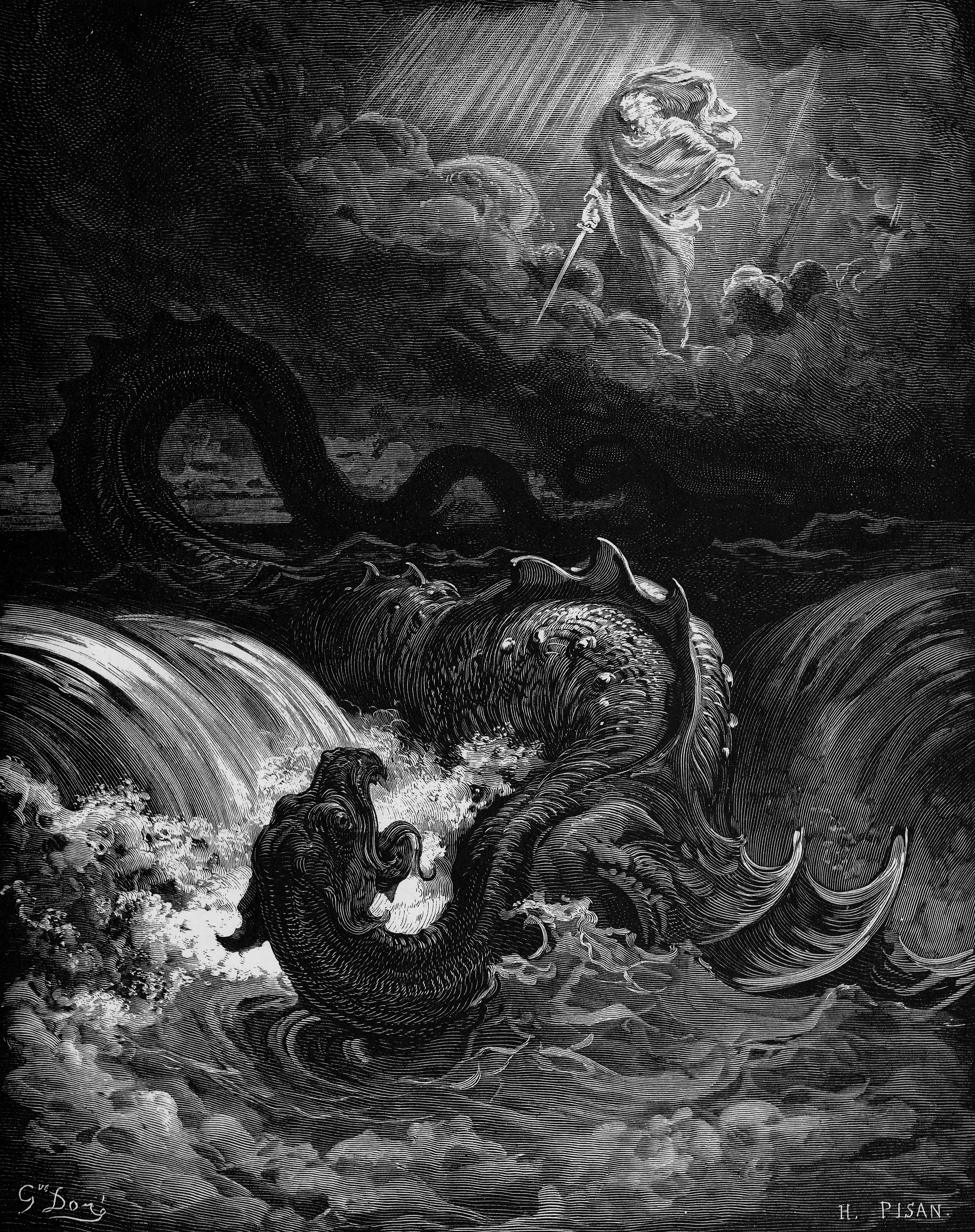
Vernietiging van Leviatan, Gustave Doré

In Ugaritische teksten uit de 14e eeuw v.Chr. staat de leviatan beschreven als de vijand van de stormgod Baäl. Zodra de teksten ontdekt werden die naar de oude Kanaänitische scheppingsmythe verwijzen, waarin Baäl de Lotan versloeg, zoals Marduk de slang Tiamat versloeg, werd de oorsprong van de leviatanmythe duidelijk.
De mythe van Hercules en Ladon zou op dezelfde oerstrijd geïnspireerd zijn en de naam Ladon er ook van zijn afgeleid.

## Hebreeuwse Bijbel
In de Hebreeuwse Bijbel wordt de Leviatan beschreven als "de snelle, kronkelende slang ... het monster in de zee" (Jesaja 27:1) en werd later door religieuze opponenten gebruikt als het symbool voor chaos en van anti-goddelijke machten (Psalm 74:14, 104:26, Jesaja 27:1) en in de Lutherse vertaling in Job 40:25-41:26 een verwijzing naar de chaos die bestond voor de schepping, die werd onderworpen toen er orde was gevestigd door een mannelijke god.
De mythische strijd tussen JHWH en de slang Leviatan werd grotendeels uit de geschriften verwijderd, zeker uit het scheppingsverhaal, maar klinkt door in Job 26:13:
Met zijn adem blaast hij de hemel schoon, zijn hand doorboort de kronkelende slang.
en Psalm 74:13-14:
U hebt door uw kracht de zee gespleten en de koppen van monsters op het water verpletterd, u hebt de schedels van Leviatan verbrijzeld, hem als voedsel gegeven aan de dieren in de woestijn.
Volgens sommige auteurs was Leviatan ooit een andere vorm van JHWH zelf, ook al werd deze door latere generaties gedemoniseerd. De priesternaam 'Levi' zou aanvankelijk voor 'een zoon van Leviatan' hebben gestaan.
In apocalyptische literatuur, evenals in het latere christendom, werd de Leviatan als een voorstelling van de duivel gezien. In het apocalyptisch boek Henoch kwam hij voor als het onmetelijk grote schepsel dat 'de afgrond over de bronnen van de wateren overspant'. Zijn kaken worden soms de poorten van de hel genoemd. Aan het einde der tijden zal hij de laatste grote slag voeren met de aartsengel Gabriël.

## Dinosauriër
Sommige creationisten nemen aan dat de leviatan verwijst naar een dinosauriër. Ook de in Job 40:15-41:26 beschreven behemoth wordt door sommige creationisten als een dinosauriërsoort gezien. De dinosauriërs zouden samen met de mens de zondvloed overleefd hebben en pas geruime tijd later uitgestorven zijn. Deze dieren leefden echter nooit tegelijk met de mens, met uitzondering van de vogels.